# Persone di nome Anastasija
| Questa pagina contiene informazioni ricavate automaticamente dalle voci biografiche con l'ausilio del template Bio e di un bot. L'aggiornamento è periodico e automatico e ricostruisce completamente la pagina. Se manca una persona in questa lista, sei pregato di non aggiungerla, ma accertati piuttosto che la sua voce biografica contenga il template Bio e che i dati anagrafici siano correttamente compilati. Se il template Bio manca, inseriscilo tu stesso o, in alternativa, metti l'avviso {{tmp\|Bio}} che ne segnala la mancanza. Se i dati riportati sono sbagliati, correggi direttamente la voce biografica; le modifiche saranno visibili in questa lista entro pochi giorni. Per chiarimenti vedi il progetto antroponimi. La lista contiene solo le 114 persone che sono citate nell'enciclopedia e per le quali è stato implementato correttamente il template Bio. Pagina aggiornata al 16 ott 2024. |

Questa è una lista di persone presenti nell'enciclopedia che hanno il prenome Anastasija, suddivise per attività principale.

## Allenatrici di tennis(1)
- Anastasija Myskina, allenatrice di tennis e ex tennista russa (Mosca, n. 1981)

## Arbitri di calcio(1)
- Anastasija Pustovojtova, arbitro di calcio e ex calciatrice russa (Jeseník, n. 1981)

## Arciere(1)
- Anastasija Pavlova, arciera ucraina (Nova Kachovka, n. 1995)

## Astiste(1)
- Anastasija Reiberger, ex astista russa (Omsk, n. 1977)

## Atlete paralimpiche(2)
- Anastasija Moskalenko, atleta paralimpica ucraina (n. 2000)
- Anastasija Mysnyk, atleta paralimpica ucraina (Znam"janka, n. 1991)

## Attrici(5)
- Anastasija Baranova, attrice e modella russa (Mosca, n. 1989)
- Anastasija Mikul'čina, attrice e doppiatrice russa (n. 1983)
- Anastasija Zadorožnaja, attrice e cantante russa (Vytegra, n. 1985)
- Anastasija Zavorotnjuk, attrice e conduttrice televisiva russa (Astrachan', n. 1971 - Mosca, † 2024)
- Anastasija Platonovna Zueva, attrice sovietica (Spasskoe, n. 1896 - Mosca, † 1986)

## Biatlete(4)
- Nastassja Dubarėzava, biatleta e ex fondista bielorussa (Haradok, n. 1985)
- Anastasija Kuz'mina, biatleta russa (Tjumen', n. 1984)
- Anastasija Merkušyna, biatleta ucraina (Sumy, n. 1995)
- Anastasija Zagorujko, biatleta russa (n. 1988)

## Bobbiste(1)
- Anastasija Kočeržova, bobbista e velocista russa (Angarsk, n. 1990)

## Canottiere(1)
- Anastasija Koženkova, canottiera ucraina (Kovel', n. 1986)

## Cantanti(9)
- NK, cantante, attrice e conduttrice televisiva ucraina (Kiev, n. 1987)
- Anastasija Karpova, cantante russa (Balakovo, n. 1984)
- MamaRika, cantante, attrice e conduttrice televisiva ucraina (Červonohrad, n. 1989)
- Anastasija Petryk, cantante ucraina (Odessa, n. 2002)
- Kola, cantante ucraina (Charkiv, n. 1992)
- Anastasija Prychod'ko, cantante e politica ucraina (Kiev, n. 1987)
- Anastasija Stockaja, cantante russa (Kiev, n. 1982)
- Anastasija e Maria Tolmačëvy, cantante e attrice russa (Kursk, n. 1997)
- Anastasija Vinnikava, cantante bielorussa (Minsk, n. 1991)

## Cestiste(3)
- Anastasija Logunova, cestista russa (Mosca, n. 1990)
- Anastasija Verameenka, cestista bielorussa (Kohtla-Järve, n. 1987)
- Anastasija Šilova, cestista russa (Krasnojarsk, n. 1991)

## Cosmonaute(1)
- Anastasija Burčuladze, cosmonauta russa (Arcangelo, n. 1996)

## Danzatrici(2)
- Anastasija Kuz'mina, ballerina, personaggio televisivo e conduttrice televisiva ucraina (Kiev, n. 1993)
- Anastasija Vital'evna Staškevič, danzatrice russa (Leningrado, n. 1984)

## Danzatrici su ghiaccio(1)
- Anastasija Grebënkina, ex danzatrice su ghiaccio russa (Dnipro, n. 1979)

## Fondiste(3)
- Anastasija Docenko, ex fondista russa (n. 1986)
- Anastasija Kazakul, fondista russa (n. 1982)
- Anastasija Sedova, fondista russa (Sarov, n. 1995)

## Ginnaste(12)
- Anastasija Bačyns'ka, ginnasta ucraina (Ternopil, n. 2003)
- Anastasija Bliznjuk, ginnasta russa (Zaporižžja, n. 1994)
- Anastasija Grišina, ginnasta russa (Mosca, n. 1996)
- Anastasija Il'jankova, ginnasta russa (Leninsk-Kuzneckij, n. 2001)
- Anastasija Ivan'kova, ginnasta bielorussa (Minsk, n. 1991)
- Anastasija Maksimova, ginnasta russa (Petrozavodsk, n. 1991)
- Anastasija Nazarenko, ginnasta russa (Kaliningrad, n. 1993)
- Anastasija Salos, ginnasta russa (Barnaul, n. 2002)
- Anastasija Sergeeva, ex ginnasta russa (Tver', n. 2003)
- Anastasija Tatareva, ginnasta russa (Ekaterinburg, n. 1997)
- Anastasija Voznjak, ginnasta ucraina (Leopoli, n. 1998)
- Anastasija Šišmakova, ginnasta russa (Seversk, n. 2000)

## Giocatrici di beach volley(1)
- Anastasija Samoilova, giocatrice di beach volley lettone (Daugavpils, n. 1997)

## Giocatrici di curling(1)
- Anastasija Skultan, giocatrice di curling russa (Mosca, n. 1984)

## Giornaliste(1)
- Anastasija Baburova, giornalista ucraina (Sebastopoli, n. 1983 - Mosca, † 2009)

## Lottatrici(2)
- Anastasija Bratčikova, lottatrice russa (Egor'evsk, n. 1989)
- Anastasija Grigorjeva, lottatrice lettone (Daugavpils, n. 1990)

## Lunghiste(1)
- Anastasija Mirončyk-Ivanova, lunghista bielorussa (Sluck, n. 1989)

## Multipliste(1)
- Anastasija Mochnjuk, multiplista ucraina (Nova Kachovka, n. 1991)

## Nobildonne(3)
- Anastasija Gendrikova, nobildonna russa (San Pietroburgo, n. 1887 - Perm', † 1918)
- Anastasija Petrovna Prozorovskaja, nobildonna russa (n. 1665 - † 1729)
- Anastasija Ivanovna Trubeckaja, nobildonna russa (n. 1700 - San Pietroburgo, † 1755)

## Nobili(2)
- Anastasija Michajlovna Romanova, nobile russa (Peterhof, n. 1860 - Èze, † 1922)
- Anastasija Nikolaevna Romanova, nobile e santa russa (Peterhof, n. 1901 - Ekaterinburg, † 1918)

## Nuotatrici(11)
- Anastasija Archipovskaja, sincronetta russa (Mosca, n. 1998)
- Anastasija Bajandina, sincronetta russa (Mosca, n. 1996)
- Anastasija Čaun, nuotatrice russa (Mosca, n. 1988)
- Anastasija Davydova, sincronetta russa (Mosca, n. 1983)
- Anastasija Ermakova, sincronetta russa (Mosca, n. 1983)
- Anastasija Fesikova, ex nuotatrice russa (Voskresensk, n. 1990)
- Anastasija Guženkova, nuotatrice russa (Togliatti, n. 1997)
- Anastasija Kirpičnikova, nuotatrice russa (Asbest, n. 2000)
- Anastasija Savčuk, nuotatrice artistica ucraina (Charkiv, n. 1996)
- Anastasija Škurdaj, nuotatrice bielorussa (n. 2003)
- Anastasija Šmonina, nuotatrice artistica ucraina (n. 2005)

## Pallamaniste(1)
- Anastasija Borodina, pallamanista ucraina (n. 1982)

## Pallanuotiste(1)
- Anastasija Simanovič, pallanuotista russa (Kiriši, n. 1995)

## Pallavoliste(2)
- Anastasija Šljachovaja, pallavolista russa (Nižnekamsk, n. 1990)
- Anastasija Černucha, pallavolista ucraina (Odessa, n. 1995)

## Pattinatrici artistiche su ghiaccio(2)
- Anastasija Gubanova, pattinatrice artistica su ghiaccio russa (Togliatti, n. 2002)
- Anastasija Mišina, pattinatrice artistica su ghiaccio russa (San Pietroburgo, n. 2001)

## Pentatlete(1)
- Anastasija Samusevič, pentatleta bielorussa (Minsk, n. 1985)

## Pistard(1)
- Anastasija Vojnova, pistard russa (Tula, n. 1993)

## Pugili(1)
- Anastasija Beljakova, pugile russa (n. 1993)

## Saltatrici con gli sci(1)
- Anastasija Barannikova, ex saltatrice con gli sci russa (Perm', n. 1987)

## Scacchiste(2)
- Anastasija Bodnaruk, scacchista russa (n. 1992)
- Anastasija Karlovyč, scacchista e giornalista ucraina (Dnipro, n. 1982)

## Schermitrici(1)
- Anastasija Ivanova, schermitrice russa (n. 1990)

## Sciatrici alpine(2)
- Anastasija Kedrina, ex sciatrice alpina russa (San Pietroburgo, n. 1992)
- Anastasija Šepilenko, sciatrice alpina ucraina (n. 2000)

## Sciatrici freestyle(3)
- Anastasija Smirnova, sciatrice freestyle russa (Čusovoj, n. 2002)
- Anastasija Novosad, sciatrice freestyle ucraina (Rivne, n. 1993)
- Anastasija Tatalina, sciatrice freestyle russa (Novosibirsk, n. 2000)

## Slittiniste(2)
- Anastasija Oberstolz-Antonova, ex slittinista russa (Kemerovo, n. 1981)
- Anastasija Tambovceva, ex slittinista e ex bobbista russa (Krasnojarsk, n. 1982)

## Snowboarder(1)
- Anastasija Kuročkina, snowboarder russa (n. 2000)

## Sollevatrici(1)
- Anastasija Novikava, sollevatrice bielorussa (n. 1981)

## Taekwondoka(2)
- Anastasija Baryšnikova, taekwondoka russa (n. 1990)
- Anastasija Zolotic, taekwondoka statunitense (Largo, n. 2002)

## Tenniste(10)
- Anastasija Gasanova, tennista russa (Saratov, n. 1999)
- Nastas'sja Jakimava, tennista bielorussa (Minsk, n. 1986)
- Anastasia Kulikova, tennista russa (Rjazan', n. 2000)
- Anastasija Pavljučenkova, tennista russa (Samara, n. 1991)
- Anastasija Pivovarova, tennista russa (Mosca, n. 1990)
- Anastasija Potapova, tennista russa (Saratov, n. 2001)
- Anastasija Rodionova, ex tennista russa (Tambov, n. 1982)
- Anastasija Sevastova, tennista lettone (Liepāja, n. 1990)
- Anastasija Tichonova, tennista russa (Mosca, n. 2001)
- Anastasija Zacharova, tennista russa (Volgograd, n. 2002)

## Tiratrici a segno(1)
- Anastasija Galašina, tiratrice a segno russa (Jaroslavl', n. 1997)

## Tripliste(1)
- Anastasija Taranova-Potapova, triplista russa (n. 1985)

## Tuffatrici(2)
- Anastasija Nedobiha, tuffatrice ucraina (Luhans'k, n. 1994)
- Anastasija Pozdnjakova, tuffatrice russa (Ėlektrostal', n. 1992)

## Velociste(1)
- Anastasija Kapačinskaja, ex velocista russa (Mosca, n. 1979)

## Senza attività specificata(4)
- Anastasija Gončarova, combinatista nordica russa (Krasnojarsk, n. 1999)
- Anastasija Jur'evna Voločkova, ex ballerina russa (Leningrado, n. 1976)
- Anastasija Romanovna Zachar'ina,  russa (n. 1530 - Kolomenskoe, † 1560)
- Anastasija Michajlovna de Torby, contessa (Wiesbaden, n. 1892 - † 1977)